# St. Jakobus der Ältere (Effeldorf)

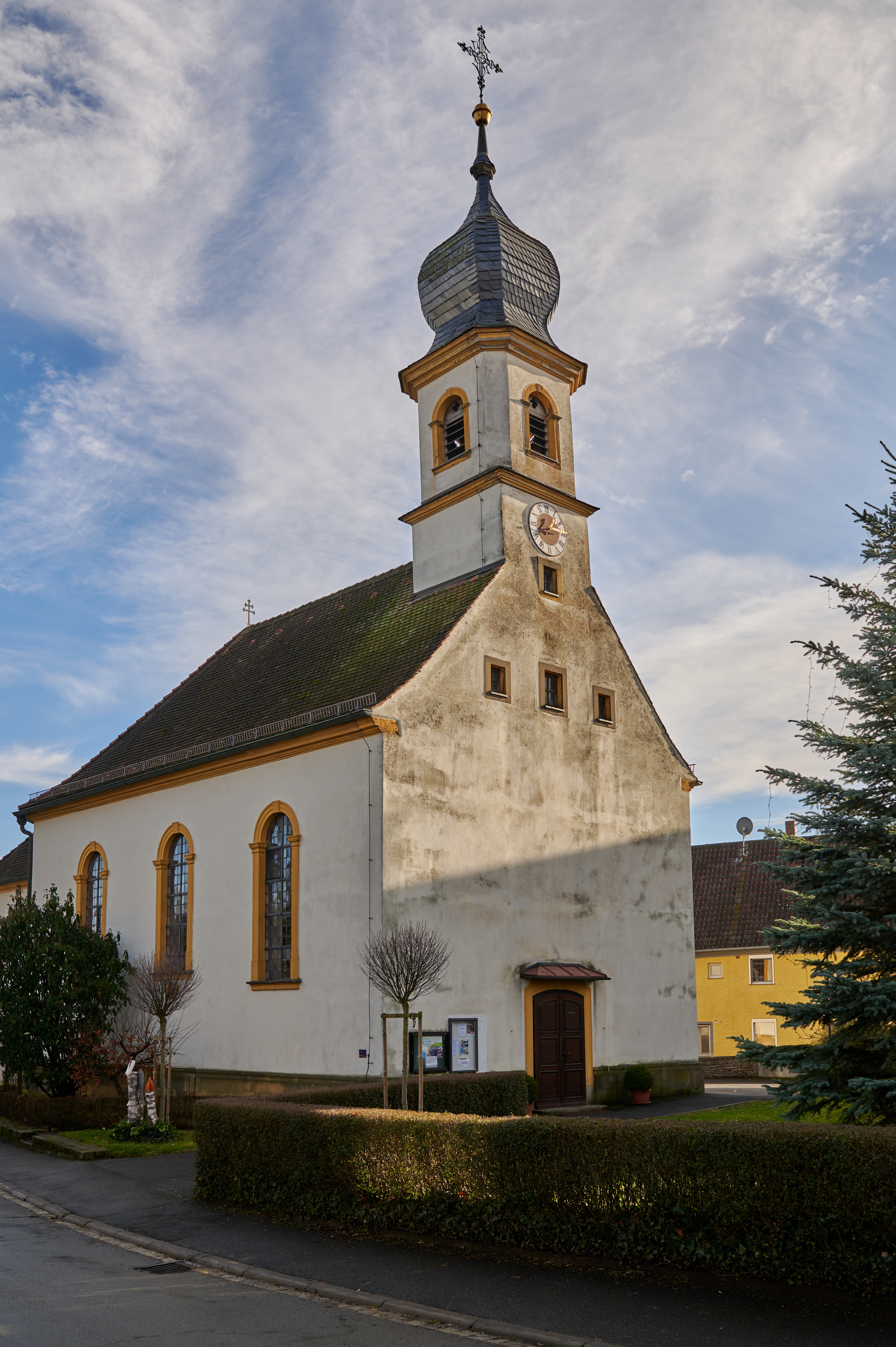
Kath. Pfarrkirche Effeldorf

Die Kirche St. Jakobus der Ältere ist die katholische Pfarrkirche des Dorfes Effeldorf, eines Stadtteiles von Dettelbach. Das Gotteshaus steht an der Jesuitenstraße in der Mitte des Dorfes. Ursprünglich befand sich dort eine Loretokapelle, die als Chor in das heutige Gebäude integriert wurde. Die Kirche gehört zum Dekanat Kitzingen.

## Geschichte
Im Jahr 1566 erhielt der Orden der Jesuiten das Dorf Effeldorf vom Hochstift Würzburg übertragen. Es sollte als Versorgungsort für die Würzburger Niederlassung der Mönche dienen. Mit den Jesuiten kam auch der sogenannte Loreto-Kult in das fränkische Dorf. Die Jesuiten betreuten in Italien, nahe Ancona, bereits den eigentlichen Wallfahrtsort und sorgten durch ihre Besitzungen in ganz Europa für eine Verbreitung des Kultes.
Einige Jahre später, 1652, entstand in Effeldorf eine kleine Kapelle, die sich mit ihren Maßen und ihrer Innenausstattung an das italienische Original anlehnte. 1653 wurde das Kirchlein vom Würzburger Weihbischof Johann Melchior Söllner geweiht, Papst Innozenz X. legte im Jahr 1655 einige Ablässe auf den Weihetag fest. Im Jahr 1680 wurde die Kopie der Madonna von Loreto als Wallfahrtsbild angebracht. Mit der Kapelle entstand das einzige fränkische Pendant der Casa santa in Loreto.
Als 1773 der Jesuitenorden aufgelöst wurde, verlor auch der Loreto-Kult an Bedeutung, die Wallfahrt zur Kapelle ließ nach. Mit dem Bau der größeren Gemeindekirche im Jahr 1787 wurde die Kapelle als Chorraum in die neue Kirche integriert, das Marienpatrozinium wurde aufgegeben und das neue Gebäude dem heiligen Jakobus gewidmet. Durch diese Umbauten verschwand der eigentliche Zweck der Wallfahrtskirche weiter.
Um das Jahr 1900 erhielt die Jakobuskirche einige Ausstattungsgegenstände im neobarocken Stil, die Kapelle war inzwischen als Sakristei umgewandelt worden, nachdem ein östlicher Anbau im 19. Jahrhundert errichtet worden war. Im Jahr 2009 wurde der baufällige Anbau abgerissen. Gleichzeitig besann sich das Dorf auf die alte Loretokapelle und ließ durch den Würzburger Domkapitular Jürgen Lenssen den Chorraum wieder in den ursprünglichen Zustand zurückversetzen. Die Kirche ist als Baudenkmal eingeordnet, untertägige Reste von Vorgängerbauten sind als Bodendenkmal geführt.

## Architektur
Das Kirchengebäude ist ein geosteter Saalbau.  Ein Dachreiter auf der Westseite läuft in einer abgeschnürten Turmhaube aus. Eine Kapelle im Osten wurde auf rechteckigem Grundriss an das schräg zulaufende Langhaus angebaut. Beide Gebäude tragen Walmdächer, im Westen hat das Langhaus allerdings ein Satteldach.
Auf jeder Seite gliedern drei Rundbogenfenster mit verzierten Rahmen das Langhaus. Durch zwei Portale wird die Kirche betreten. Im Chor befindet sich auf jeder Seite ein Rundbogenfenster, zusätzlich gibt es ein kleines Rechteckfenster. Im Langhaus weist eine umlaufende Stuckkonsole auf die Bauzeit im Barock hin. Die ehemalige Kapelle ist mit roten Backsteinen ausgekleidet. Eine eingelassene goldene Taube an der Decke symbolisiert den Heiligen Geist.

## Ausstattung

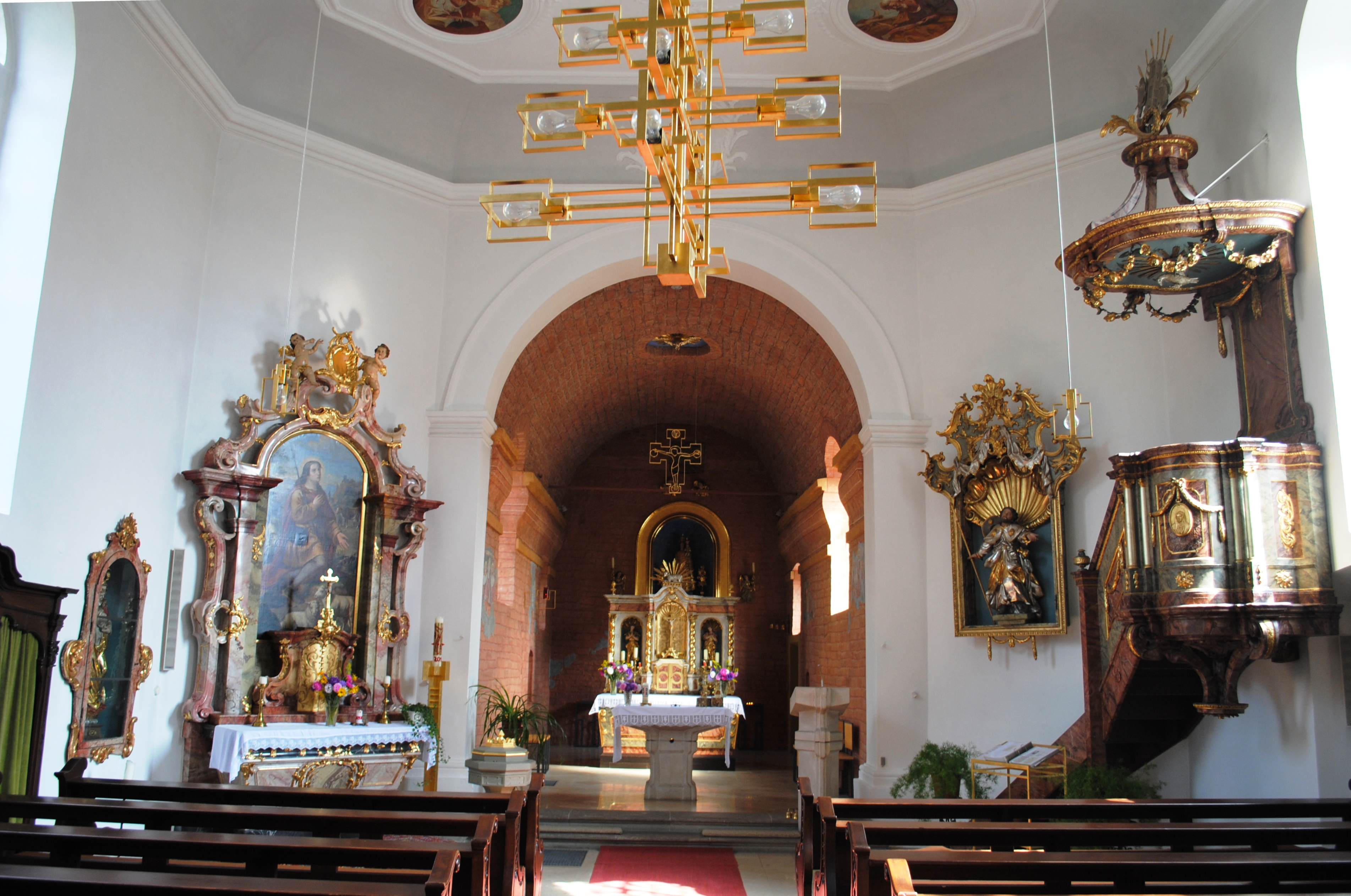
Innenraum; Blick zum Altarraum mit Loretokapelle

### Tabernakel und Wallfahrtsbild
Der Chor, die ehemalige Kapelle ist von einem Tabernakel des Neobarock ausgefüllt. Dahinter ist das Wallfahrtsbild der Maria Lauretana von 1680 in eine Wandnische auf der Ostseite eingelassen. Die Heiligenfigur ist goldgewandet, trägt eine Krone und hält das Jesuskind im Arm. Zwei Leuchterengel des 17. Jahrhunderts flankieren die Figur.
Das Tabernakel schuf Franz Wilhelm Driesler aus Würzburg um die Wende zum 20. Jahrhundert. Im Mittelpunkt ist ein Kruzifix von einem Aufbau mit vier gewirrlten (gedrehten) Säulen umgeben. Links und rechts vom Gekreuzigten stehen zwei Heiligenfiguren. Die Figur des Agnus Dei in einem Strahlenkranz schließt das Tabernakel ab.

### Seitenaltar

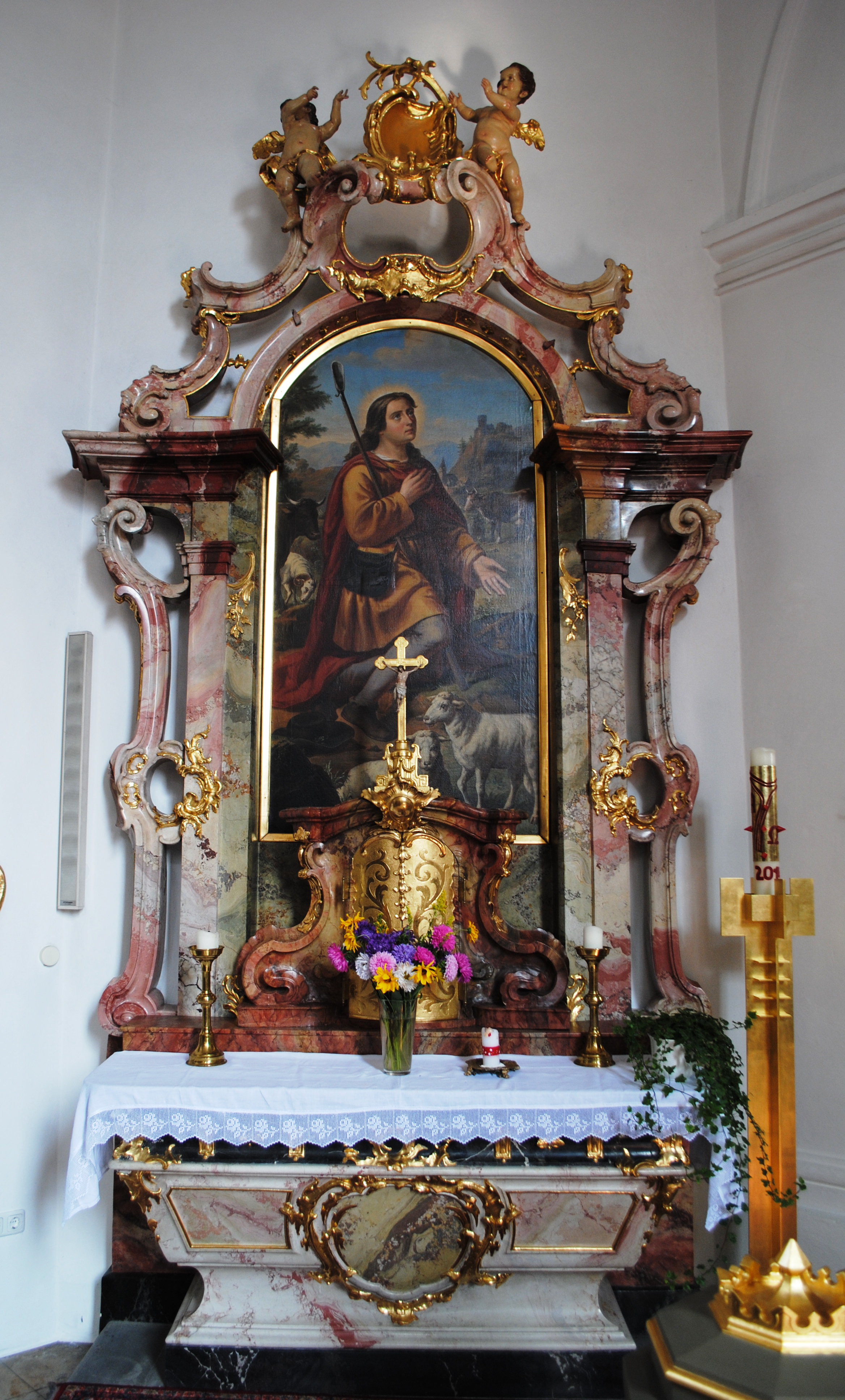
Der Seitenaltar des 18. Jahrhunderts

Die Herkunft des Seitenaltars auf der linken Seite des Chorbogens ist umstritten. Während die meisten Autoren ihn als Teil des säkularisierten Klostergutes der Abtei Münsterschwarzach sehen, geht Erich Schneider in seiner Monographie über die Neumann-Basilika davon aus, dass der Altar aus einer Kapelle aus dem Bezirk des Klosters stammt. Er kam erst im 19. Jahrhundert in die Effeldorfer Kapelle. Im Jahr 1980 wurde er umfassend renoviert.
Schneider erwähnt die willkürliche Zusammenstellung verschiedener Elemente des „Uraltares“, die eine künstlerische Zuordnung des Stückes unmöglich macht. Der Altar hat einen zweisäuligen Aufbau. Reicher Stuck umspielt die rechteckigen Säulen, die zu einem gesprengten Giebel überleiten. Auch der Aufbau ist von Stuckdekor beherrscht. Zwei um eine Kartusche positionierte Putten bilden den Abschluss. Das Altarblatt zeigt den heiligen Wendelin in einer gebirgigen Landschaft als Hirten inmitten seiner Schafe und Rinder.

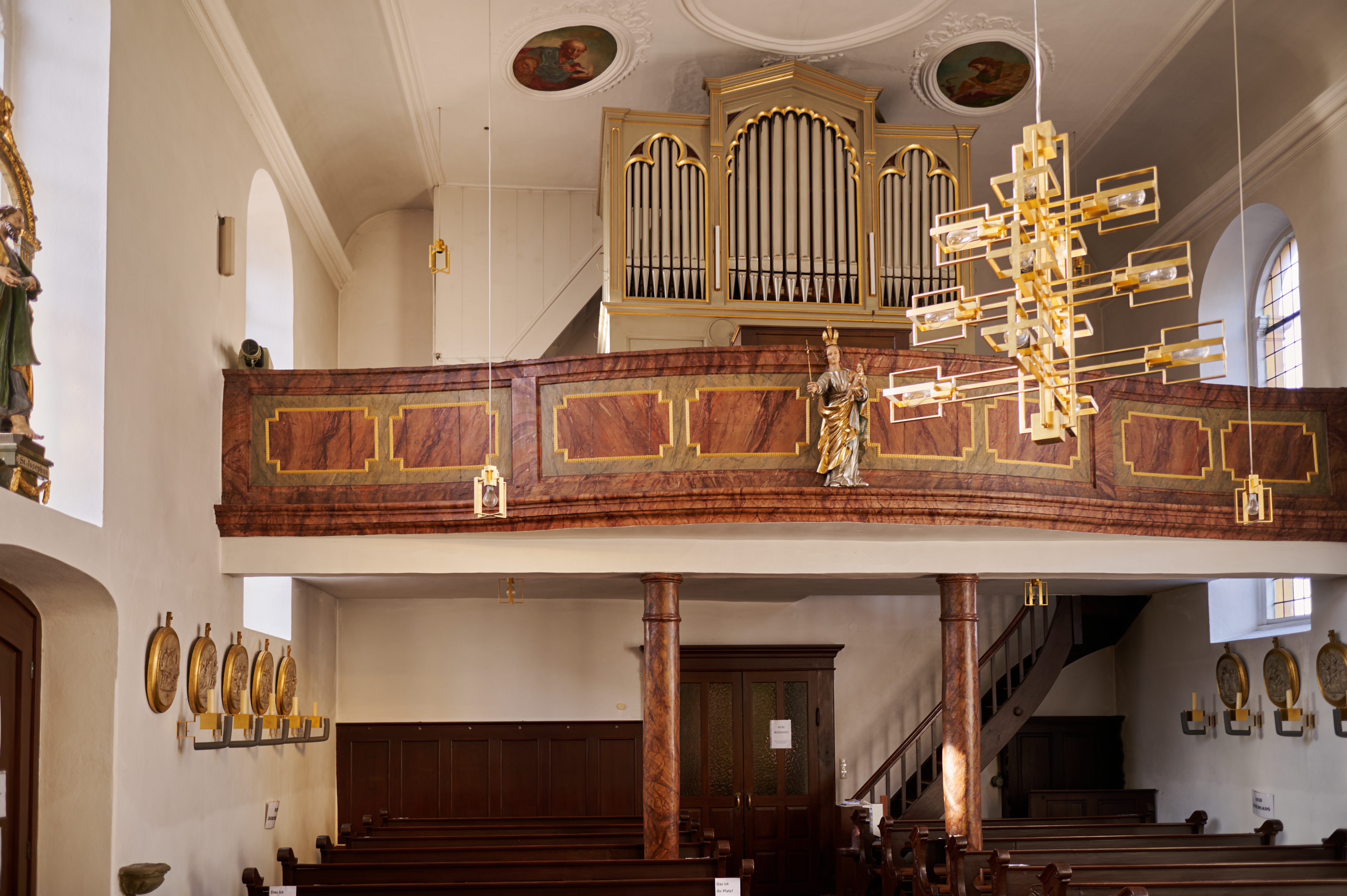
Blick zur Orgel

### Weitere Ausstattung
Anstatt eines Seitenaltars steht eine Figur des Kirchpatrons Jakobus auf der rechten Seite des Chorbogens inmitten eines reichen Rahmenwerks, das ursprünglich das Wallfahrtsbild der Loreto-Madonna umgab. Zwei Figuren der Heiligen Jakobus und Josef waren ursprünglich über den Eingängen der Sakristei positioniert und wurden im 21. Jahrhundert in den Fensternischen des Langhauses aufgestellt.
Eine schlichte Figur des heiligen Antonius im Langhaus ist mit „Hl. Antonius bitte für uns“ umschrieben. Eine Mondsichelmadonna mit dem Kind befindet sich in einer Nische auf der linken Seite des Langhauses. Die sogenannte Himmelskönigin steht oberhalb des Langhauses an der Orgelempore. Der Taufstein stammt aus dem Jahr 1803 und weist Formen des Historismus auf. Ein Kreuzweg umläuft das Langhausinnere.
Die Kirchenkanzel kam ebenso wie das Tabernakel im 19. Jahrhundert in die Kirche. Sie ist mit reichem Fruchtornament und ausladenden Voluten am Korpus verziert. Am Schalldeckel weist innen eine Taubenfigur auf den  Heiligen Geist hin, eine Wolkenglorie schließt die Kanzel nach oben ab. Ein modernes, von Jürgen Lenssen geschaffenes Kreuz hängt auf Höhe der ehemaligen Kapellenrückwand. Bilder der vier Evangelisten sind in den Zwickeln der Decke angebracht.
Die drei Glocken im Kirchturm wurden 1950 von der Glockengießerei Otto in Bremen gegossen und sind den Heiligen Maria, Jakobus und Wendelin geweiht.

## Pfarrer (Auswahl)
Noch im 19. Jahrhundert war Effeldorf keine eigenständige Pfarrei, sondern wurde als Kaplanei von Rottendorf von den Franziskanern von Dettelbach seelsorgerisch betreut. 1858 erhob man die Gemeinde zur Lokalkaplanei, ehe das Dorf am 13. November 1866 zur Pfarrei aufstieg. Mittlerweile wird die Gemeinde durch den Stadtpfarrer von Dettelbach versorgt. Zuvor gab es eine Pfarreiengemeinschaft mit Bibergau und Euerfeld.
| Name                     | Amtszeit  | Anmerkungen                            |
| ------------------------ | --------- | -------------------------------------- |
| Johann Grief             | 1858–1870 | Lokalkaplan bis 1866, Pfarrer bis 1870 |
| Andreas Michel           | 1871–1885 |                                        |
| Georg Michael Schuler    | 1885–1889 |                                        |
| Michael Josef Ankenbrand | 1889–1903 |                                        |
| Sebastian Kömm           | 1904–1922 |                                        |
| Heinrich Grabenbauer     | 1923–1925 |                                        |
| Josef Schaupp            | 1925–1928 |                                        |
| Johann Leonhard          | 1928–1936 |                                        |
| Heinrich Schatzel        | 1936–1968 |                                        |
| Friedrich Helmschrott    | 1968–1973 | Pfarrverweser, 1. Amtszeit             |
| Franz Hegmann            | 1973–1985 | Geistlicher Rat, als Pfarrer in Rente  |
| Friedrich Helmschrott    | 1985–1992 | Pfarrverweser bis 1987, dann Pfarrer   |